# アオミノウミウシ

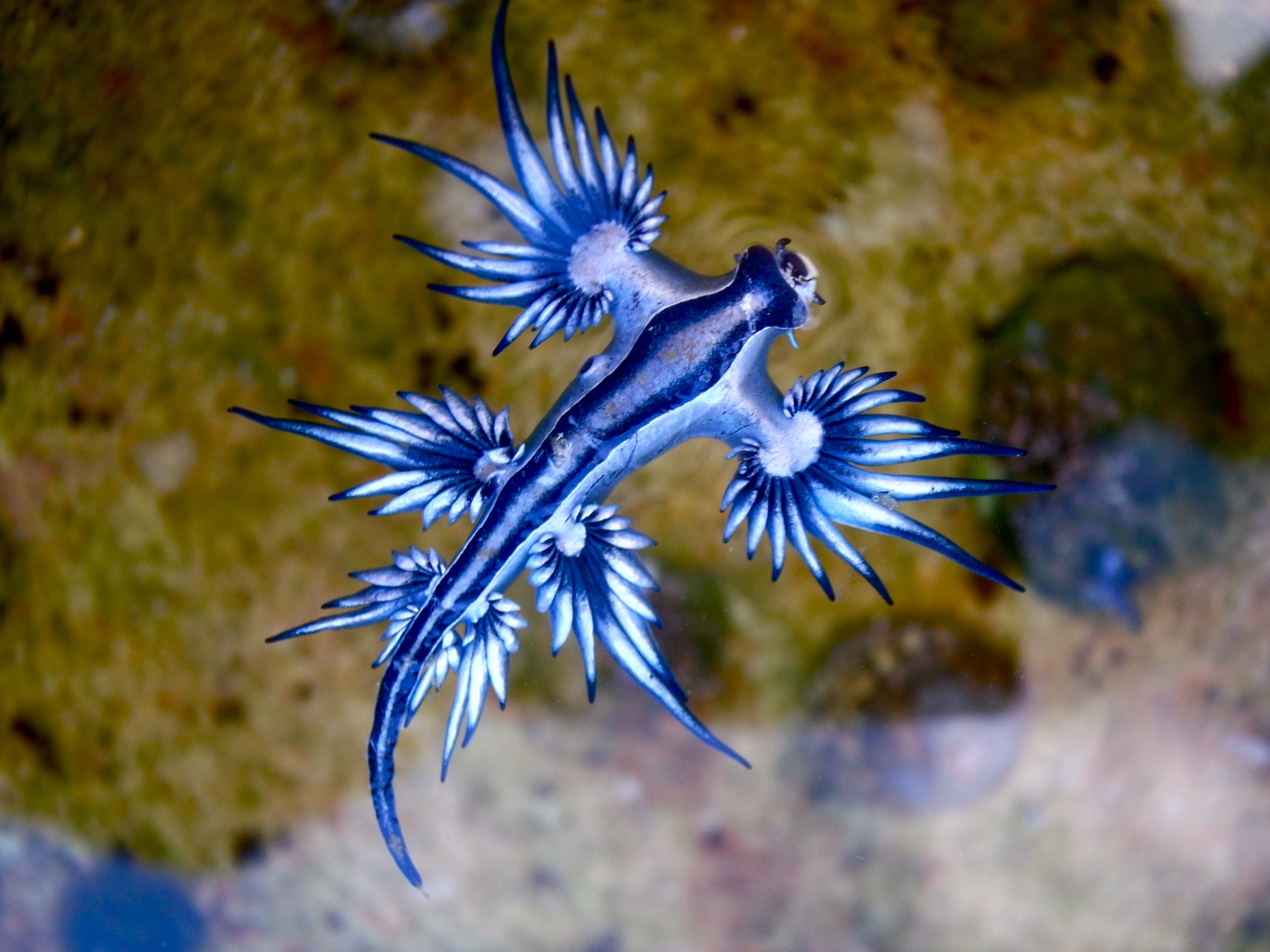
水中での姿

アオミノウミウシ（青蓑海牛）は、軟体動物門腹足綱裸鰓目アオミノウミウシ科アオミノウミウシ属Glaucus に分類されるウミウシの総称あるいはその中の一種Glaucus atlanticusの和名。

## 特徴
よくウミウシ類は「海のナメクジ」とも呼称されるが、その仲間とは思えない姿をもっている。体長は20-50ミリメートルほど。その胴体前部左右には人の平手を拡げたような鰭を備え、その後ろにはやや小さい鰭、さらに後ろにもう1つの小さい鰭を持っており、これで海を遊泳するように移動する。普段は銀灰色の背面を下に、青い色をした腹面を上にして水面直下に浮いているため、保護色（カウンターシェーディング）となっている。胴体後部が爬虫類の尾のようにも伸び、その姿から英語では「ウミツバメ」 (Sea Swallow)、「青い天使」 (Blue Angel)、「青い竜」 (Blue Dragon) などと呼ばれる。アオミノウミウシGlaucus atlanticusは、腹足中央に1本の太い銀色の筋があることで、他種と区別できる。

## 生態
肉食性で、主にクラゲ類のような浮遊性刺胞動物に付くが、それらに取りついて移動手段にするだけでなく、栄養源として捕食する。特にいわゆる電気クラゲと呼ばれる猛毒の刺胞を持つカツオノエボシやギンカクラゲといった種を好み、クラゲの毒をものともせずに食べてしまう。食べたクラゲ類の刺胞を体内に取り込んでおり、それを他のミノウミウシ類のように捕食者に対する武器として用いる（盗刺胞とよばれる）。毒性は健在なので、その美しさと優雅さに惹かれても、直接手で触れることは危険である。2017年2月14日には、オーストラリア中東部を襲った46℃の記録的熱波の影響からクイーンズランド州沿岸部一帯でタイヘイヨウアオミノウミウシGlaucus marginatusが大発生し、触れたサーファーや海水浴客63人が毒の被害に遭ったことが報じられている。
広い外洋に生息しているため、子孫を確実に残せるように雌雄同体であるうえ、断続的に3000個以上の卵を産卵し、放流する。

## 分類
アオミノウミウシ属はアオミノウミウシ科に属する唯一の属である。2014年に形態と同時に分子系統解析が行われた研究により、タイヘイヨウアオミノウミウシG. marginatusが複数の隠蔽種からなることが判明し、3種が新種記載された。その結果、アオミノウミウシ属には以下の5種が含まれるとされた。
- アオミノウミウシ　Glaucus atlanticus Forster, 1777 – 太平洋、大西洋
- Glaucus bennettae Churchill, Valdés & Ó Foighil, 2014 – 南太平洋
- Glaucus mcfarlanei Churchill, Valdés & Ó Foighil, 2014 – 北太平洋
- タイヘイヨウアオミノウミウシ　Glaucus marginatus (Bergh, 1860) – インド洋、太平洋
- Glaucus thompsoni Churchill, Valdés & Ó Foighil, 2014 – 北太平洋